# Situations VIII
Situations VIII, sous-titré Autour de 68 est un recueil thématique d'articles de Jean-Paul Sartre, paru en 1971, et contenant des textes écrits entre 1964 et 1970.
C'est aussi le titre d'une nouvelle édition, en 2023, dans le cadre d'une refonte par ordre chronologique de cet ensemble de recueils. Le volume VIII est sous-titré Novembre 1966 - Janvier 1970.

## Contenu

### Édition de 1971
I. Viêt-nam : le tribunal Russell
- « Il n'y a plus de dialogue possible. »
- Un Américain écrit à Sartre.
- Sartre répond.
- Le crime.
- Lettre au président de la République et réponse.
- Sartre à de Gaulle
- Douze hommes sans colère.
- Tribunal Russell. Discours inaugural.
- De Nuremberg à Stockholm.
- Le génocide.

II. La France
- L'alibi.
- « Refusons le chantage. »
- Achever la gauche ou la guérir ?
- Le choc en retour.
- Les bastilles de Rayomnd Aron.
- L'idée neuve de Mai 1968.
- Les communistes ont peur de la révolution.
- Il n'y a pas de bon gaullisme...
- Le Mur au lycée
- La jeunesse piégée.
- Masses, spontanéité, parti.
- Le peuple brésilien sous le feu croisé des bourgeois.
- L'affaire Geismar.
- « Le tiers monde commence en banlieue. »
- Toute la vérité.
- Intervention à la conférence de presse du Comité, le 27 janvier 1970.
- Premier procès populaire à Lens.

III. Israël - le monde arabe
- Interview.
- Israël, la gauche et les Arabes.

IV. Les intellectuels
- Note
- Plaidoyer pour les intellectuels.
- L'ami du peuple.

### Édition de 2023
- Tribunal Russell
  - Le crime, un entretien qui présente le but du Tribunal Russell, Le Nouvel Observateur, 30 novembre 1966.
  - Lettre au Président de la République et réponse, une lettre de Sartre à de Gaulle pour qu’un visa soit accordé à Vladimir Dedijer, refus. Le Monde, 25 avril 1967.
  - Sartre à de Gaulle, un entretien sur le refus de De Gaulle, Le Nouvel Observateur, 26 avril 1967.
  - Tribunal Russell, discours inaugural, le discours du 2 mai 1967, reproduit dans Tribunal Russell, Le jugement de Stockholm, tome 1, Gallimard, Paris, 1967.
  - Douze hommes sans colère, un entretien sur la première session du Tribunal Russell, Le Nouvel Observateur, 24 mai 1967.
  - De Nuremberg à Stockholm, un article sur le droit international pénal et le fonctionnement du Tribunal Russell, Tricontinental, 3 décembre 1967.
  - Le génocide, un article sur la décision du Tribunal Russell de reconnaître un génocide dans la guerre du Viêt Nam, Les Temps modernes, n° 259, décembre 1967.
- Les bastilles de Raymond Aron, un entretien sur mai 68, Le Nouvel Observateur, 19 juin 1968.
- L'idée neuve de mai 1968, un entretien sur mai 68, Le Nouvel Observateur, 26 juin 1968.
- Il n'y a pas de bon gaullisme... Un texte lu lors d’un meeting à la Mutualité contre la répression,  Le Nouvel Observateur, 4 novembre 1968.
- Les communistes ont peur de la révolution, un entretien avec John Didier sur Mai 68 et le rôle du Parti communiste français, Éditions John Didier, Paris, 1968.
- « Le Mur » au lycée, un article sur un enseignant sanctionné pour avoir fait lire à ses élèves Le Mur, Le Monde, 18 janvier 1969.
- Interview, un entretien avec Claudine Chonez sur la guerre des Six Jours, Le Fait public, n°3, février 1969.
- La jeunesse piégée, un entretien sur les suites de mai 68, Le Nouvel Observateur, 13 mars 1969.
- L'homme au magnétophone, un ensemble de textes autour de la transcription d’une séance psychanalytique où l’analyste Jean-Louis Van Nypelseer est contesté par son ancien patient, Jean-Jacques Abrahams, dans les suites de mai 68. Le texte de Sartre est une brève présentation et une justification de son choix de publier le document. En réaction et en opposition à ce choix, Jean-Bertrand Pontalis et Bernard Pingaud quittèrent la revue. Le dossier a été publié dans Les Temps modernes, n° 274, avril 1969.
  - Dialogue psychanalytique, une lettre adressée à Claude Lanzmann et transcription de l’enregistrement de la séance.
  - Réponse à Sartre, par J.-B. Pontalis
  - Réponse à Sartre, par B. Pingaud
- Masses, spontanéité, parti, un entretien avec la direction de la revue italienne Il Manifesto sur mai 68 et le marxisme, Il Manifesto, 4 septembre 1969, enregistré le 27 août 1969.
- Israël, la gauche et les Arabes, un entretien avec Arturo Schwarz sur la guerre des Six Jours, L’Arche, n° 152, 25 octobre 1969.
- Le socialisme qui venait du froid, la préface à Antonin Liehm, Trois générations, Gallimard, Paris, 1970. Sur le stalinisme, la situation en Tchécoslovaquie et le printemps de Prague.
- Sartre par Sartre, un entretien avec Perry Anderson, Ronald Fraser et Quintin Hoare sur l’évolution de sa pensée. Le texte original est publié en anglais sous le titre « Jean-Paul Sartre : Itinerary of a Thought » dans la New Left Review, n° 58, novembre-décembre 1969, et a été légèrement coupé dans sa version française, Le Nouvel Observateur, 26 janvier 1970.